# Partito Conservatore (Prussia)
Il Partito Conservatore si formò in Prussia nel 1848 dalla cooperazione relativamente libera di associazioni, gruppi e deputati conservatori. Tra questi: l'Associazione per la Difesa degli Interessi dei Proprietari terrieri, Friedrich Julius Stahl, i fratelli Leopold von Gerlach e Ludwig von Gerlach che scrissero sul "Kreuzzeitung". Dal 1851 il gruppo fu chiamato anche "Kreuzzeitungspartei".
Il loro obiettivo fu quello di difendere la monarchia e di preservare le prerogative della nobiltà. Rifiutarono il liberismo e la democratizzazione. Per i membri del gruppo svolse un ruolo importante il cristianesimo, ma i cattolici si unirono al Partito di Centro alla sua fondazione.
Bismarck era un membro attivo di questo partito, ma dopo la sua nomina a Primo Ministro prussiano se ne tenne a una certa distanza, ma nel corso del conflitto costituzionale, per lui, divenne un importante sostegno. Nel 1866 il Partito Conservatore Liberale (dal 1871 chiamato nel Reichstag "Partito del Reich tedesco") si scisse dai conservatori, che a quel tempo erano chiamati vecchi conservatori. Nel 1876 il Partito conservatore si fuse nel neocostituito Partito Conservatore Tedesco. Dopo il 1918 i suoi membri formarono il Partito Popolare Nazionale Tedesco (DNVP) insieme a quelli di altri partiti conservatori e dell'ala destra dei Nazional Liberali, mentre il Partito del Reich tedesco si unì con parti dei Nazional Liberali per formare il Partito Popolare Tedesco.

## Dalla genesi al 1849
Le correnti politiche definite conservatrici emergono in risposta alla Rivoluzione francese e alle idee del 1789 (ad esempio da Edmund Burke nel suo lavoro: Reflections on the Revolution in France, Betrachtungen über die Revolutionen in Frankreich del 1790). François-René de Chateaubriand per la prima volta questo termine nel 1818. Anche prima di allora, però, idee conservatrici sono emerse ad esempio in Prussia tra gli oppositori, per lo più aristocratici, delle riforme di Stein-Hardenberg (come von der Marwitz), ma anche tra i romantici. Adam Heinrich Müller, che definì l'idea organica di Stato, ed il nobile bernese Karl Ludwig von Haller, che elaborò il concetto di Restaurazione e che raffigurò un rigido schema di Stato patrimoniale, avevano opinioni molto diverse. La teoria di Stahl sullo stato cristiano basato sui diritti divini divenne fondamentale per la Prussia, grazie alla forte influenza che ebbe su Federico Guglielmo IV, sulla sua cerchia e sul successivo partito conservatore in Prussia, che apparve per la prima volta nell'anno rivoluzionario 1848. Le tendenze conservatrici, però, non trovarono rappresentanza nelle assemblee nazionali di Francoforte e Berlino, in quanto si organizzarono solo dopo le elezioni, soprattutto grazie ai circoli dei grandi proprietari terrieri (von Bülow-Cummerow e Otto von Bismarck).
Dopo il Congresso di Vienna anche nella Prussia di Federico Guglielmo III la restaurazione pose fine alle speranze di riforme ed alle promesse costituzionali. Nell'Ostelbien, il rafforzamento della proprietà terriera fu contrastato da un proletariato rurale composto da piccoli contadini e lavoratori a giornata. L'antico ordinamento rendeva la Prussia dell'epoca una federazione di province e non uno stato unitario. Fino al 1828, ad esempio, al posto di un "Reichstag" nazionale, vennero introdotti solo i parlamenti provinciali; ma solo con potere consultivo e di petizione e con poteri amministrativi comunali. Un Consiglio di Stato prussiano composto da principi, ministri, alti funzionari, generali e 34 uomini nominati dal re, venne istituito solo nel 1817 e fu posto al vertice dell'amministrazione. In assenza di una costituzione, i funzionari pubblici prussiani furono alla fine costretti ad "essere sempre più di una semplice amministrazione, vale a dire l'autorità statale politicamente all'avanguardia che rappresenta la società".
In risposta alla Rivoluzione parigina di luglio del 1830 e ai suoi sviluppi negli Stati della Confederazione tedesca ed in Polonia, non solo le idee più conservatrici si diffusero in tutto il Regno di Prussia, ma anche il nuovo termine "conservatore". L'opera in tre volumi di Friedrich Julius Stahl: Die Philosophie des Rechts, pubblicata nel 1830, 1833 e 1837, si oppose a tutti gli sforzi rivoluzionari, non solo il più radicale di socialisti e comunisti, ma anche il moderato di democratici borghesi, repubblicani e liberali. A suo avviso, anche le monarchie costituzionali dovrebbero poter nascere solo con mezzi "organici" e nel rispetto del principio monarchico, che in fondo era un passo avanti rispetto al vecchio pensiero conservatore paternalistico che rifiutava qualsiasi costituzione scritta. Il Berliner Politische Wochenblatt, che nacque nel 1831 per opera di Carl Ernst Jarcke per promuovere uno Stato corporativo di influenza cristiana corrispondente al principio monarchico ed alle idee di Joseph de Maistres e Karl Ludwig von Hallers, non riuscì ad esercitare alcuna influenza nonostante il sostegno del principe ereditario Federico Guglielmo, dei fratelli Gerlach e di altri conservatori cattolici e ortodossi-luterani, così scomparve nel 1841.
Fino al 1848 in Prussia non esisteva un partito conservatore, solo singole persone in stretto contatto tra loro con opinioni non uniformi. Il periodico Janus di Victor Aimé Huber, fondato nel 1845, cessò di essere pubblicato nel marzo 1848; solo l'Evangelische Kirchenzeitung, di Ernst Wilhelm Hengstenberg, continuò ad essere pubblicato. Lo stesso Hengstenberg, il professore di diritto Friedrich Julius Stahl e altre personalità conservatrici fuggirono da Berlino nel marzo 1848. La dissoluzione del movimento conservatore in Prussia sembrava essere iniziata.
Ernst Ludwig von Gerlach, che aveva progettato un nuovo giornale conservatore, richiamò presto Hengstenberg ed iniziarono a organizzarsi dei circoli monarchici. Huber, Otto von Gerlach, Stahl (dal 1840 professore di filosofia giuridica, costituzionale e diritto canonico a Berlino) ed altri fondarono una "Associazione per l'ordine cristiano e la libertà" (c.d. Verein für christliche Ordnung und Freiheit), che tuttavia venne distrutta dalle differenze tra Huber, che respingeva qualsiasi "costituzionalismo pseudo-monarchico-aristocratico", e Stahl, che considerava necessaria a lungo termine la partecipazione dei possedimenti alla legislazione. Viceversa i conservatori di Berlino si riunirono intorno ai fratelli Gerlach, Ernst Ludwig e Leopold von Gerlach per fondare un giornale che sarebbe diventato l'organo di un nuovo partito e formulare richieste politiche conservatrici.
Dopo che Huber aveva invano chiesto l'istituzione di un partito conservatore già nel 1841, un gruppo composto dai fratelli Gerlach, dal conte Voß-Buch, dal barone Senfft von Pilsach e dal conte von der Goltz, oltre che dai consiglieri di governo Bindewald e Schrede, fu pronto a farlo a causa del timore di una potenziale minaccia per la Prussia monarchica e aristocratica, fondando la Neue Preußische Zeitung, detta anche "Kreuzzeitung", a causa del disegno della "Croce di ferro" sulla testata della prima pagina. Venne pubblicato all'inizio di luglio del 1848 ed il movimento conservatore vi si radunò intorno. Hermann Wagener fu il caporedattore e dal novembre 1848 fondò anche la Neue Preußische Wochenblatt per raggiungere una più vasta fascia di persone, anche al di fuori di Berlino.
Il 24 luglio 1848 fu fondato il Verein zur Wahrung der Interessen des Grundbesitzes und zur Förderung des Wohlstands aller Klassen che si riunì dal 18 al 20 agosto sotto la presidenza di Kleist-Retzow. In quella occasione alcune centinaia di persone, per lo più nobili di campagna, decisero di cambiare il nome in Verein zum Schutz des Eigentums (Associazione per la protezione della proprietà). Ludwig von Gerlach fece appello al conservatorismo sociale. Un nucleo fisso rimase insieme e si riunì permanentemente, il cosiddetto "Junkerparlament". Il "Verein für König und Vaterland" (Associazione per il Re e la Patria), il cui comitato esecutivo era composto da Stahl, Moritz August von Bethmann-Hollweg, Karl Friedrich von Savigny, Otto von Bismarck e Hermann Wagener, giocò un ruolo ancora più importante nel radunare le forze conservatrici. Soprattutto la camarilla esercitò un'influenza molto diretta sul monarca e attraverso di lui sul governo. Su istigazione di Ludwig von Gerlach, il conte Brandenburg, un generale, fu nominato primo ministro il 2 novembre, ed il 15 novembre ordinò alle truppe di entrare a Berlino sotto il generale Friedrich von Wrangel che impose la legge marziale alla città. Il 5 dicembre l'Assemblea Nazionale Prussiana fu sciolta ed il re "impose" una costituzione frutto del compromesso tra il re, la camarilla ed il governo. Con questo colpo di stato controrivoluzionario il potere del re fu nuovamente consolidato.
Nel frattempo si era formato anche il Partito conservatore. Stahl aveva pubblicato sulla Kreuzzeitung, tra le altre cose, l'articolo programmatico Das Banner der Conservativen (Lo stendardo dei conservatori), una versione breve del suo libro Das monarchische Princip (Il principio monarchico), che era già stato pubblicato nel 1845, e da settembre in poi si concentrò sull'organizzazione del partito e poi sulla campagna elettorale. Le elezioni si sarebbero tenute nei mesi di gennaio e febbraio 1849, inizialmente "elezioni primarie", in cui sarebbero stati designati gli elettori che avrebbero poi nominato i membri del Parlamento. La “Prima Camera” fu eletta, secondo la "Legge elettorale provvisoria", solo da un decimo degli aventi diritto al voto per la “Seconda Camera”; quest'ultima con il suffragio a tre classi, che favoriva ugualmente i più ricchi. Un "Comitato elettorale centrale" conservatore doveva condurre ad un'azione unitaria le numerose associazioni conservatrici e preparare le elezioni. Il rifiuto della rivoluzione e il riconoscimento della costituzione imposta, ma anche la sua revisione, furono propagandati in opuscoli che facevano appello ai sentimenti monarchici del popolo. Organi di stampa conservatori furono fondati anche nelle province.
Wagener, Bethmann-Hollweg e Stahl, che avevano anche partecipato alla costituzione, hanno collaborato strettamente nella campagna elettorale. Il "Kreuzpartei" diede corpo all'ideologia dei conservatori, con Stahl che divenne la mente con degli articoli programmatici ed il suo scritto Die Revolution und die constitutionelle Monarchie, che convinse i circoli della vecchia guardia dei Gerlachs ad accettarne la costituzione. Ora bisognava trovare elettori e candidati adatti per le elezioni. Influenti personalità conservatrici esercitarono pressioni (a Berlino era ancora in vigore lo stato di emergenza) sull'elettorato (nel caso del voto pubblico) affinché votasse a favore dei conservatori; né i conservatori evitavano di comprare voti. Tutto questo ed il suffragio censitario assicurarono la vittoria al nascente partito.
Al fine di preservare l'unità dei conservatori, conquistata in campagna elettorale, anche alle Camere, le personalità di spicco si misero presto a formare gruppi parlamentari funzionali. Già il 7 febbraio 1849 Leopold von Gerlach aveva progettato di formare una "contro-opposizione", vale a dire un gruppo essenzialmente contro i membri democratici della Camera, tuttavia, attenendosi strettamente ai principi conservatori, anche contro il governo se necessario. La formazione di un gruppo è stata ritardata, tuttavia, a causa di divergenze di opinione. Stahl si impegnò per una destra il più possibile unita ed alla fine ottenne l'adozione di un programma che prevedeva il riconoscimento di principio della Costituzione imposta, il diritto assoluto di veto del re e l'unità dei gruppi conservatori. Inoltre elaborarono il proprio regolamento e lo approvarono a maggioranza. Stahl fu altresì incaricato di redigere un "progetto per un partito conservatore", che fu adottato come programma del partito dopo diverse revisioni e comprendeva sette punti. Secondo questo, il partito conservatore voleva essere un "punto di raduno" per i molti che, "entrando nel rimodellamento della nostra condizione pubblica, tuttavia allo stesso tempo desiderano preservare per essa i vecchi fondamenti immutabili nella fede, nel costume e nelle istituzioni, ... la cui politica è allo stesso tempo la politica della conservazione e del progresso". Non solo la rivoluzione permanente doveva essere combattuta, ma anche gli sforzi reazionari dovevano essere respinti: "... contro l'arbitrio del popolo come in passato contro l'arbitrio del principe". "III. Noi vogliamo[...] il re[...] come autorità suprema, come sovrano" della Prussia. "IV. Vogliamo rapporti strutturati in tutte le classi del popolo", per cui il lavoratore "avrà anche un'esistenza materialmente e moralmente soddisfacente, ... ma in una giusta considerazione di tutti gli interessi, e senza pregiudizio per [...] la proprietà, il diritto di eredità, la libera attività lucrativa personale. VI. vogliamo l'unità della Germania, [...] una sufficiente sfera di indipendenza politica per gli ex stati fondatori, specialmente la Prussia, [...] VII. vogliamo gli stessi diritti politici per i fedeli di tutte le religioni [...]; ma esigiamo per la Chiesa cristiana [...] la protezione garantita dello Stato, [...]".
Con il suo programma, Stahl riuscì a convincere l'estrema destra di Gerlach per la monarchia costituzionale, ma non ad ottenere l'unità di tutto il partito conservatore, la cui maggioranza moderata non era disposta "a voler definire i diritti monarchici nella revisione della costituzione con la stessa chiarezza delle competenze della rappresentanza del popolo".

## La prima scissione e il tempo di reazione (1849-1857)
Federico Guglielmo IV aveva posto come condizione per l'accettazione delle modifiche alla Costituzione l'accoglimento delle sue quindici richieste, ma queste proposte erano troppo conservatrici per i liberali che si rifiutavano di approvarle. In replica il sovrano negò di prestare giuramento sulla Costituzione. L'impasse fu superata con la previsione della sua superiorità sulle Camere.
Il rifiuto della corona imperiale tedesca di Federico Guglielmo  IV, il 3 aprile 1849, era stato pienamente sostenuto dal partito Kreuzzeitung, ma non dal partito Wochenblatt. Per ottenere i parlamentari indipendenti necessari per l'elezione dei presidenti della Seconda Camera, la maggioranza dei conservatori prese le distanze dall'estrema destra attorno a Kleist-Retzow e Bismarck o Gerlach e Stahl (nella Prima Camera). A questo punto, questi "alti conservatori" perseguirono la revisione della costituzione. Come un "piccolo ma potente partito" ottennero, in cooperazione con la "camarilla", dopo l'aggiornamento della Prima Camera e lo scioglimento e la rielezione della Seconda (i democratici delusi boicottarono in gran parte le elezioni), che con la costituzione del 31 gennaio 1850 i membri della Prima Camera fossero solo parzialmente eletti, ma principalmente nominati dal Re, e dal 1853 nominati unicamente dal Re. La legge elettorale del 30 maggio 1849 introdusse il suffragio a tre classi: il 6% della popolazione votante con le maggiori proprietà terriere doveva determinare un terzo di tutti i deputati, il 77% degli aventi diritto più poveri un altro terzo; e il restante 17% il restante terzo. Nel 1855 le camere furono rinominate Camera dei Signori e Camera dei rappresentanti, e così rimase.
La camarilla con Leopold von Gerlach, Rauch, Massow, Keller, Stollberg e Niebuhr consigliò il re come una sorta di gabinetto segreto contro il gabinetto costituzionale. Era il prodotto del movimento revivalista pietista degli anni '20 del 1800, ispirato dalla dottrina della legittimità di Haller. Il ministro degli Interni von Westphalen e il ministro della Cultura von Raumer erano vicini alla camarilla a differenza del primo ministro Otto Theodor von Manteuffel che era più orientato verso il governo costituzionale. Bismarck inizialmente si annoverava tra le file del gruppo segreto, ma si distinse per non accogliere la rigida definizione della situazione esistente: il primato dell'Austria e il pluralismo dei singoli stati tedeschi. Gli ultraconservatori erano con la camarilla contro l'assolutismo, a favore di uno Stato costituzionale strutturato in modo classico, conservatore e monarchico.
Mentre i liberali veri e propri, specialmente quelli di mentalità democratica, o lavoravano nei paesi di emigrazione o si erano ritirati del tutto dalla politica durante il periodo reazionario, il loro posto in parlamento fu preso dai conservatori liberali dell'ala sinistra del conservatorismo, che si erano divisi dagli alti conservatori nel 1851 durante il conflitto per la reintroduzione dei latifondi provinciali ed erano anche chiamati il "Wochenblattpartei" dal loro organo, il "Preußisches Wochenblatt zur Besprechung politischer Tagesfragen". Mentre la Kreuzzeitungspartei o "Fazione Gerlach/Stahl" rappresentava principalmente gli Junker dell'Elba orientale ed il Pietismo protestante, i conservatori moderati invece rappresentavano la borghesia e l'industria delle province occidentali ed il campo nazionale (Kleindeutsche). Tra le loro figure principali c'erano Moritz August von Bethmann-Hollweg, il conte Robert von der Goltz, il diplomatico Pourtalès, il ministro della guerra von Bonin e Karl Josias von Bunsen; vicino a loro c'erano il principe ereditario Guglielmo e sua moglie.
Dopo il fallimento dell'Assemblea nazionale di Francoforte, Joseph von Radowitz tentò di realizzare una soluzione piccolo-tedesca alla questione nazionale con l'aiuto dell'Unione di Erfurt: Sulla base dell'alleanza dell'Epifania della Prussia con la Sassonia e l'Hannover, gli stati tedeschi di piccole e medie dimensioni dovevano unirsi sotto la guida della Prussia per formare uno stato federale, che poi avrebbe formato un'altra alleanza insieme all'Austria. Dal 20 marzo al 29 aprile 1850, i parlamentari si riunirono a Erfurt per il Parlamento dell'Unione di Erfurt per discutere la questione nelle due camere, la Volkshaus e la Staatenhaus. I liberali e il centro erano a favore del progetto e avevano la maggioranza; i conservatori intorno a Gerlach (nella Volkshaus) e Kleist-Retzow (nella Staatenhaus) erano contrari, e i governi rimasero scettici e attendisti. Infine l'Austria, con l'appoggio dello zar, ottenne che la Prussia dovesse finalmente rinunciare all'Unione (Olmützer Punktation). Gli alto-conservatori l'accolsero con favore perché era stata ripristinata "l'importante mano nella mano con l'Austria in accordo con la Russia". Tali eventi influenzarono nettamente la politica estera prussiana fino alla guerra di Crimea.
Per i conservatori liberali unirsi alle potenze occidentali contro la Russia era una richiesta ideologica. Il primo ministro Manteuffel, ansioso di allontanarsi dal "piccolo ma potente partito", si unì a loro. Albert von Pourtalès e Christian Karl Josias von Bunsen fecero pressione sul re. Il partito della Kreuzzeitung non era affatto univocamente filo-russo, ma rifiutava un'alleanza con lo zar. Alla fine, il re non ebbe altra scelta che uscire da questa guerra, che considerava "atroce", e mantenere la promessa di pace nel suo discorso inaugurale. Nel suo discorso alla camera del 25 aprile 1854, Stahl motivò dettagliatamente questa decisione, alla quale aveva contribuito, e trasse la "conclusione di una politica fondata su un principio superiore".
Dopo l'ictus di Federico Guglielmo IV, suo fratello Guglielmo prese la reggenza nel 1858; a Manteuffel succedette il principe Karl Anton von Hohenzollern-Sigmaringen. Nel 1861, dopo il re, morirono anche Leopold von Gerlach, Stahl e Friedrich Carl von Savigny, i principali arci-conservatori. Nello stesso anno, i conservatori cominciarono a riunirsi di nuovo e si diedero un'organizzazione nell'Associazione del Popolo Prussiano (Preußischen Volksverein), che visse fino al 1872.

## L'era Bismarck e la seconda scissione
Sotto il re Guglielmo I iniziò la "Nuova Era", un intermezzo liberale moderato che fu portato a termine nell'autunno del 1862 da Otto von Bismarck, un conservatore pragmatico.
Dopo la vittoria elettorale del Partito progressista tedesco nel dicembre 1861, il principe Adolfo di Hohenlohe-Ingelfingen divenne inizialmente Ministro-presidente nel marzo 1862. Albrecht von Roon, ministro della guerra dal 1859, spinse per la riforma dell'esercito, nell'intento di aumentare di un terzo la forza dell'esercito prussiano. La maggioranza liberale della camera respinse la spesa aggiuntiva prevista. Bismarck ottenne la fiducia del re per la sua politica intransigente ed ottenne la nomina a ministro-presidente. Con le buone o con le cattive, desiderava far valere la prerogativa monarchica contro il sistema parlamentare e lasciare che si arrivasse ad un conflitto costituzionale. Dopo il suo "discorso sangue e ferro" del 30 Settembre, dove affermò che: “Le grandi questioni del tempo non si decidono con discorsi e risoluzioni di maggioranza ...ma per ferro e sangue" la sessione della Camera dei Rappresentanti fu chiusa, era il 13 ottobre. Secondo la "teoria del divario", se gli organi costituzionali supremi non sono d'accordo, spetta al monarca decidere.
Solo quattro anni dopo, in seguito alle vittorie sulla Danimarca nel 1864 e sull'Austria e gli stati della Germania meridionale nel 1866 e alla vittoria dei conservatori nelle elezioni della Camera dei rappresentanti, Bismarck cercò la riconciliazione nel 1867. Con il disegno di legge sull'indennizzo chiese rimedio per la governance incostituzionale e l'approvazione retroattiva per il periodo senza bilancio. Il Partito Nazionale Liberale mise "il punto di vista del potere al di sopra di tutte le questioni costituzionali". Questo dispiacque ai conservatori, che erano orientati verso le idee di destra; il 18 settembre 1864 Ludwig von Gerlach accusò quindi Bismarck di "avidità per il paese" e ipocrisia. Nel 1866 egli (un cofondatore dopo tutto) si dimise addirittura dal partito, il ministro delle finanze Carl von Bodelschwingh si dimise dall'incarico, e anche gli ex ministri Manteuffel e Westphalen e altri si indignarono per la "violazione della legge" e la "peccaminosa guerra fratricida". La maggior parte dei conservatori, invece, come Hermann Wagener, applaudirono al successo di Bismarck e fondarono il Partito Conservatore Liberale di Prussia nel 1866, che successivamente assunse il nome di "Partito del Reich Tedesco" nel Reichstag e trovò il sostegno dell'industria e dell'alta nobiltà. I cosiddetti "vecchi conservatori", più severi, fondarono nel 1876 Partito conservatore tedesco, che accettò la fondazione del Reich solo con il suo programma di fondazione e rappresentò gli interessi della proprietà terriera dell'Elba orientale e dominò il parlamento prussiano grazie al particolare diritto di voto. Le questioni sociali avevano giocato un ruolo importante per Stahl e Huber, così come per Wagener, ma non per i conservatori nel loro insieme. Dopo l'elezione del Reichstag del 1878, il Partito Cristiano Sociale del predicatore di corte Adolf Stoecker si unì al Partito Conservatore Tedesco, portando con sé una tendenza antisemita.
Il suffragio universale uguale e diretto, che fu introdotto per il Reichstag della Confederazione della Germania del Nord nel 1867 e per quello dell'Impero tedesco a partire dal 1871, non favoriva più i conservatori, a differenza del sistema elettorale delle tre classi che continuò ad applicarsi in Prussia. Fino al 1918, entrambi i partiti conservatori erano rappresentati nel Reichstag (con una quota combinata di solo il 20%) e nel Landtag prussiano, che dominavano. Erano diventati sempre più rappresentativi di interessi: Dal 1893 dietro il partito conservatore c'era l'Unione dei contadini, dietro il partito conservatore liberale l'industria pesante (von Stumm).
Dopo il 1918 i membri principali e gran parte del Partito Conservatore Tedesco formarono il Partito popolare nazionale tedesco (DNVP), insieme ad altri partiti conservatori e all'ala destra dei Liberali Nazionali, mentre il Partito del Reich Tedesco si unì a sua volta con la destra dei Liberali Nazionali per formare il Partito popolare tedesco (DVP).